# 山名豐數
山名豐數（?—1564年?），因幡國守護大名、戰國大名。父親是但馬山名氏的山名豐定。母親是細川高國的女兒。通稱源十郎、布施殿、布施屋形。

## 生平
生年不詳，家中嫡男。永祿4年（1561年）5月，代替在前年死去的父親豐定而就任因幡守護的從兄弟（豐定的哥哥山名祐豐的長男）山名棟豐死去，於是成為因幡守護。史料上初次出現是在永祿5年（1562年）6月20日的「山名豐數感狀寫」（『中村家文書』）中，記載了在棟豐死去，繼承家督的事。
當時，因幡國內以從但馬山名氏的支配中自立為目標的國人眾勢力，以八上郡、八東郡為中心，在還未能掌握家中櫂勢的情況下，與這些勢力相爭。永祿6年（1563年），以反守護為號召的重臣武田高信擁立新守護山名豐弘並舉兵。同年4月，攻撃高信的居城鳥取城，不過失去重臣中村氏等並敗退（湯所口之戰）。同年冬天，受武田軍攻撃，從守護所布勢天神山城中退去，被逼移至鹿野城。
雖然守護勢力受但馬的山名宗詮（祐豐出家後的名稱）支援等，不過在受毛利氏和伯耆國人眾支援的武田軍前，仍然陷入劣勢。翌年（1564年）7月，被攻至鹿野城下。
此後，在史料上沒有記載。永祿8年（1565年）3月，後繼者山名豐儀出現，因此被推測，應是在永祿7年7月的鹿野城合戰以後死去或隱居。而關於山名豐儀，亦有說法指是弟弟豐國，或是山名久通的兒子源七郎的實名。